# Lemberg pri Šmarju
Lemberg pri Šmarju je naselje u slovenskoj Općini Šmarje pri Jelšahu. Lemberg pri Šmarju se nalazi u pokrajini Štajerskoj i statističkoj regiji Savinjskoj. 

## Stanovništvo
Prema popisu stanovništva iz 2002. godine naselje je imalo 136 stanovnika.

## Šport
Od 2010. održava se Nočni turnir v malem nogometu Lemberg.